# Dobrý doktor
Dobrý doktor (v anglickém originále The Good Doctor) je americký dramatický televizní seriál z lékařského prostředí. Jeho tvůrcem je David Shore, který se inspiroval jihokorejským seriálem Kus tak-tcheo od Pak Če-poma. Seriál produkuje Sony Pictures Television a ABC Studios. Stanice ABC seriál objednala v květnu roku 2017 a pilotní díl měl premiéru 25. září 2017. Freddie Highmore hraje hlavní roli Shauna Murphyho, začínajícího doktora diagnostikovaného autismem a syndromem učence. Další hlavní role hrají Antonia Thomas, Nicholas Gonzalez, Chuku Modu, Beau Garrett, Hill Harper, Richard Schiff a Tamlyn Tomita. 3. října 2017 byla objednána celá řada s 18 díly. Dne 7. března 2018 byla objednaná druhá řada, která skládá z osmnácti dílů a měla premiéru 24. září 2018.
Dne 5. února 2019 byla stanicí ABC objednána třetí řada, která měla premiéru dne 23. září 2019. V únoru 2020 stanice objednala čtvrtou řadu, která měla premiéru dne 2. listopadu 2020. V květnu 2021 byl seriál obnoven s naplánovanou 5. řadou. Ta měla premiéru 27. září 2021. V březnu 2022 bylo potvrzeno, že seriál získá i 6. řadu, která měla premiéru 3. října téhož roku. Seriál získal také sedmou, finální, řadu, která měla premiéru 20. února 2024.

## Příběh
Seriál sleduje Shauna Murphyho, mladého chirurga diagnostikovaného autismem a syndromem učence, který pochází z malého městečka, kde neměl zrovna lehké dětství. Přestěhuje se, aby mohl pracovat na chirurgickém oddělení nemocnice San Jose St. Bonaventure Hospital.

## Obsazení

### Hlavní role
- Freddie Highmore jako Shaun Murphy, chirurg s autismem a syndromem učence[11]
  - Graham Verchere jako malý Shaun Murphy (ve flashbacích)
- Nicholas Gonazles jako Neil Melendez, chirurg[11] (1–3. řada, hostující role 4. řada)
- Antonia Thomas jako Claire Browne, doktorka, která si se Shaunem vytvoří speciální spojení[12]
- Chuku Modu jako Jared Kalu, rezident (1.–2. a 6.řada)[13]
- Beau Garrettt jako Jessica Preston, členka nemocniční rady, kamarádka doktora Glassmana, snoubenka Dr. Melendeze (1. řada, hostující role 4. řada)[14]
- Hill Harper jako Marcus Andrews, vedoucí chirurgie[15]
- Richard Schiff jako Aaron Glassman, ředitel nemocnice, mentor Shauna od jeho čtrnácti let[16]
- Tamlyn Tomita jako Allegra Aoki, členka rady[17] (1.–2. řada, hostující role 3. řada)
- Paige Spara jako Lea, Shaunova sousedka, do které se zamiloval (vedlejší role – 1. řada, hlavní role od 2. řady)
- Christina Chang jako Dr. Audrey Lim, šéfka chirurgie (vedlejší role – 1. řada, hlavní role od 2. řady)
- Fiona Gubelmann jako Morgan Reznik, nová rezidentka (vedlejší role – 1. řada, hlavní role od 2. řady)
- Will Yun Lee jako Dr. Alex Park, bývalý policista, který se rozhodl stát doktorem (vedlejší role – 1. řada, hlavní role od 2. řady)
- Jasika Nicole jako Dr. Carly Leaver, patoložka, která ve druhé řadě začne pracovat po boku Shauna (vedlejší role – 1.–2. řada, hlavní role od 3. řady)

### Vedlejší role
- Teryl Rothery jako J.L.
- Sheila Kelley jako Debbie Wexler, baristka v nemocnici a přítelkyně Dr. Glassmana. (pozn. Kelley je manželkou Richarda Schiffa, který Dr. Glassmana hraje.)
- Dylan Kingwell jako malý Steve Murphy, Shaunův mladší bratr. Také si zahrál roli Evana Gallica, chlapce z přítomnosti, který byl až příliš podobný Shaunovu bratrovi (1., 3. a 6. řada)
- Chris D'Elia jako Kenny, Shaunův soused (1. řada)
- Lisa Edelstein jako Dr. Blaze, expertka na onkologii (2. řada)
- Daniel Dae Kim jako Dr. Jackson Han, bývalý šéf chirurgie, který měl problémy se Shaunovým chováním a autismem (2. řada)
- Sharon Leal jako Breeze Brown, Claire matka (3. řada, hostující role 1.–2. řada)
- Ricky He jako Kellan Park, Alexův syn (2.–4. řada)
- Karin Konoval jako Deena Petringa, zdravotní sestra (2.–4. řada)
- Noah Galvin jako Dr. Asher Wolke (4. řada)
- Summer Brown jako Dr. Olivia Jackson (4. řada)
- Bria Samoné Henderson jako Dr. Jordan Allen (4. řada)
- Brian Marc jako Dr. Enrique „Ricky“ Guerin (4. řada)

### Hostující role
- Irene King jako Dr. Elle McLean, rezidentka (pilotní díl)[15]
- Eric Winter jako Matt Coyle, mladý doktor (1. řada)
- Marsha Thomason jako Dr. Isabel Barnes, Marcusova manželka (1. řada)
- Eva Gordon jako sestra Fryday (1. řada)
- Graham Patrick Martin jako Blake (1. řada)
- Kelly Blatz jako Aidan Coulter, dárce
- Holly Taylor jako Maddie Glassman, dcera Dr. Glassmana (2. řada)
- Alex Plank jako Javier Maldonado
- Michael Trucoo jako Ethan Murphy, Shaunův otec, který později zemře na rakovinu (3. řada)
- Moises Arias jako Luka, pacient (3. řada)
- Robert Sean Leonard jako Shamus O’Malley, pacient (3. řada)
- Casar Jacobson jako barman
- Brandon Larracuente jako Dr. Daniel „Danny“ Perez (6. řada)[18]
- Savannah Welch jako Dr. Danica „Danni“ Powell (6. řada)[18]

## Vysílání
| Řada | Díly | Premiéra v USA    | Premiéra v USA  |
| Řada | Díly | První díl         | Poslední díl    |
| ---- | ---- | ----------------- | --------------- |
| 1    | 18   | 25. září 2017     | 26. března 2018 |
| 2    | 18   | 24. září 2018     | 11. března 2019 |
| 3    | 20   | 23. září 2019     | 30. března 2020 |
| 4    | 20   | 2. listopadu 2020 | 7. června 2021  |
| 5    | 18   | 27. září 2021     | 16. května 2022 |
| 6    | 22   | 3. října 2022     | 8. května 2023  |
| 7    | 10   | 20. února 2024    | 21. května 2024 |

## Produkce
V květnu 2014 studio CBS Television Studios začala vytvářet americký remake jihokorejského seriálu Kus tak-tcheo s Danielem Dae Kimem jako producentem. Projekt s pediatrickým chirurgem s Aspergerovým syndromem odehrávající se v Bostonu se měl vysílat v srpnu roku 2015. Stanice CBS si projekt nevybrala a tak se přesunul do studia Sony Pictures Television. Seriál pro stanici ABC začal vytvářet David Shore. Dne 11. května 2017 stanice objednala první řadu seriálu. Dne 7. března 2018 byla objednaná druhá řada, která se bude skládat z osmnácti dílů. V dubnu 2018 bylo potvrzeno, že postavy, které hrají Will Yun Lee, Fiona Gubelmann, Christina Chang a Paige Spara, byly povýšené na hlavní role. Lisa Edelstein se připojila k obsazení seriálu v roli onkoložky Dr. Blazeové. V únoru 2020 stanice objednala čtvrtou řadu, která měla premiéru 2. listopadu 2020. V květnu 2021 byl seriál obnoven s 5. řadou, která měla premiéru 27. září 2021. V březnu 2022 bylo potvrzeno, že seriál bude mít i 6. řadu, která by měla být nejdelší – s 22 díly a také, že by měla mít premiéru na podzim 2022. 3. října téhož roku se odvysílal první díl šesté řady.

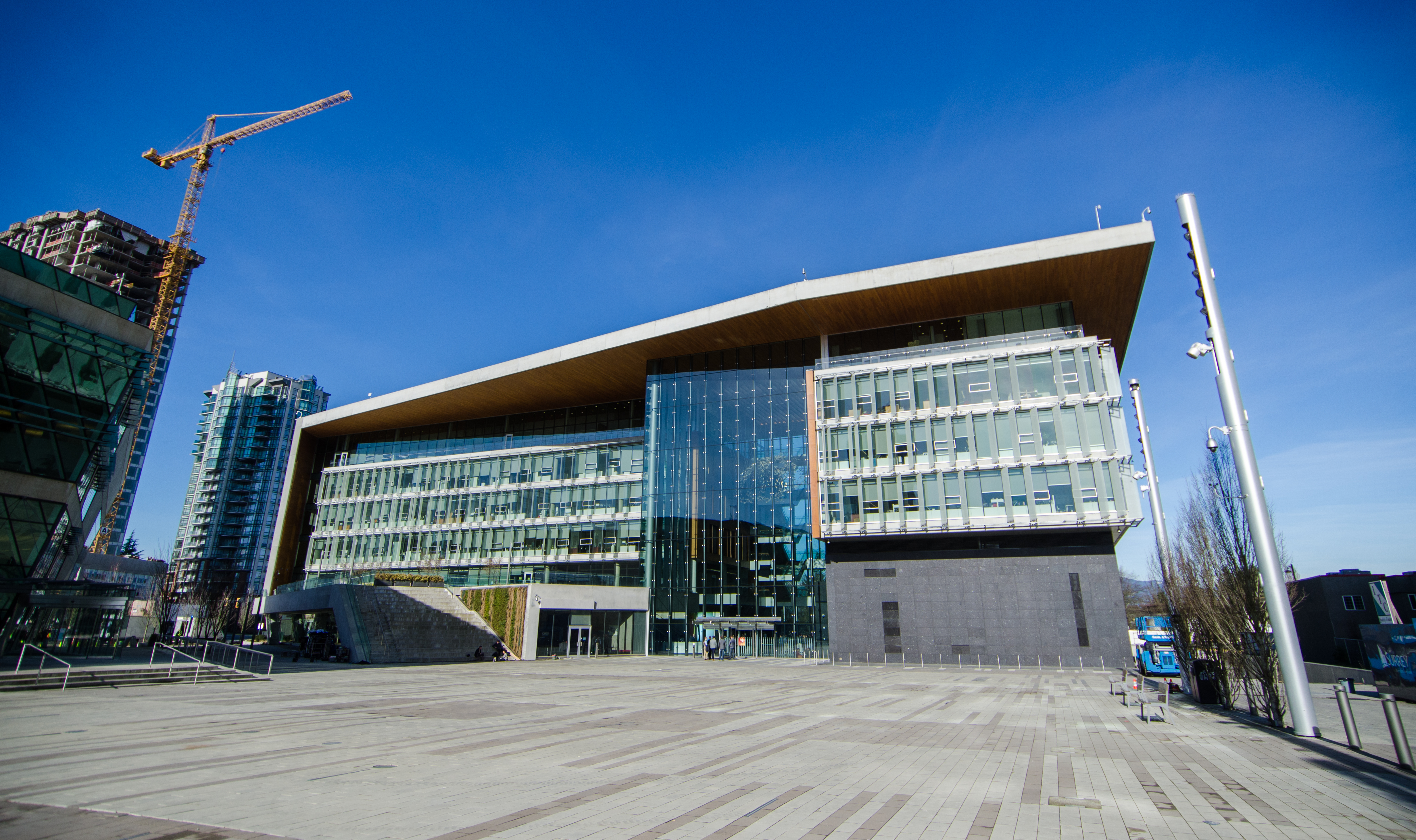
Radnice v Surrey, Britská Kolumbie

### Natáčení
Produkce pilotního dílu se odehrávala od 21. března do 6. dubna 2017 ve Vancouveru. Natáčení zbytku řady začalo 26. července 2017. Radnice v Surrey v Britské Kolumbii slouží jako fiktivní nemocnice San Bonevanture. Druhá řada se začala natáčet 27. července 2018. Natáčení třetí řady bylo zahájeno v červnu 2019 a skončilo 3. března 2020. Čtvrtá série se natáčela od 2. září 2020 do 14. dubna 2021. Pátá řada započala natáčení 16. srpna 2021 a skončilo 29. dubna 2022. Šestá řada se začala točit 3. srpna 2022, přičemž by mělo natáčení pokračovat až do 17. dubna 2023.

## Ocenění a nominace
| Rok  | Ocenění                               | Kategorie                                                            | Nominace                              | Výsledek  |
| ---- | ------------------------------------- | -------------------------------------------------------------------- | ------------------------------------- | --------- |
| 2018 | Zlatý glóbus                          | Nejlepší mužský herecký výkon – televizní seriál (drama)             | Freddie Highmore                      | nominace  |
| 2018 | Humanitas Prize                       | Hodinový pořad                                                       | David Shore                           | vítězství |
| 2018 | ASCAP Screen Music Awards             | Nejlepší televizní seriál                                            | Dan Romer                             | vítězství |
| 2018 | Banff Rockie Awards                   | Nejlepší scénář                                                      | Dobrý doktor                          | vítězství |
| 2018 | Banff Rockie Awards                   | The Hollywood Reporter Impact Award                                  | Dobrý doktor                          | vítězství |
| 2018 | Teen Choice Awards                    | Nejlepší seriálový herec: drama                                      | Freddie Highmore                      | nominace  |
| 2018 | Gold Derby Awards                     | Nejlepší dramatický herec                                            | Freddie Highmore                      | nominace  |
| 2018 | Seoul International Drama Awards      | Nejlepší herec                                                       | Freddie Highmore                      | nominace  |
| 2018 | Seoul International Drama Awards      | Nejlepší dramatický seriál                                           | Dobrý doktor                          | nominace  |
| 2018 | Seoul International Drama Awards      | Nejlepší scenárista                                                  | David Shore                           | nominace  |
| 2018 | People's Choice Awards                | Televizní hvězda roku: muž                                           | Freddie Highmore                      | nominace  |
| 2019 | Humanitas Prize                       | Nejlepší seriál: 60minutová kategorie                                | David Shore                           | nominace  |
| 2019 | Critics' Choice Television Awards     | Nejlepší seriálový herec: drama                                      | Freddie Highmore                      | nominace  |
| 2019 | Critics' Choice Television Awards     | Nejlepší seriálový herec ve vedlejší roli: drama                     | Richard Schiff                        | nominace  |
| 2019 | GLAAD Media Awards                    | Nejlepší individuální díl (seriál bez hlavní postavy LGBT)           | díl „She“                             | nominace  |
| 2019 | Leo Award                             | Nejlepší mužský herecký výkon v hostující roli v dramatickém seriálu | Ricky He (díl: „Quarantine“)          | nominace  |
| 2019 | Leo Award                             | Nejlepší dramatický seriál                                           | Dobrý doktor                          | nominace  |
| 2019 | Monte-Carlo Television Festival Award | Nejlepší mezinárodní dramatický seriál                               | Dobrý doktor                          | vítězství |
| 2019 | Seoul International Drama Awards      | Nejpopulárnější cizojazyčný televizní drama                          | Dobrý doktor                          | vítězství |
| 2020 | Critics' Choice Television Awards     | Nejlepší seriálový herec: drama                                      | Freddie Highmore                      | nominace  |
| 2020 | Leo Award                             | Nejlepší mužský herecký výkon v hostující roli v dramatickém seriálu | Peter Benson (díl: „Risk and Reward“) | nominace  |
| 2020 | Leo Award                             | Nejlepší mužský herecký výkon v hostující roli v dramatickém seriálu | Kiefer O'Reilly (díl: „SFAD“)         | nominace  |
| 2021 | HCA TV Awards                         | Nejlepší dramatický seriál                                           | Dobrý doktor                          | nominace  |
| 2021 | HCA TV Awards                         | Nejlepší seriálový herec: drama                                      | Freddie Highmore                      | nominace  |